# 臭素酸銀(I)
臭素酸銀(I)（しゅうそさんぎん いち、英: silver(I) bromate）は銀の臭素酸塩で、化学式 AgBrO3 で表される無機化合物。光や熱に敏感な白色粉末で、ハロゲン化安息香酸類製造時の触媒や、銀系抗菌剤などとして用いられる。

## 生成
硝酸銀(I)など水溶性の銀化合物水溶液に、臭素酸カリウム水溶液を加えると沈殿する。
{\displaystyle {\ce {Ag^+(aq)\ + BrO3^-(aq) -> AgBrO3}}}
熱水に溶解して冷却することにより再結晶する。

## 性質
無色の結晶または白色粉末であり、固体は正方晶系に属し、その格子定数はa = 8.59 Å, c = 8.01 Åである。
水に難溶性で、その溶解度積は以下の通りである。
{\displaystyle {\ce {AgBrO3\ \rightleftarrows \ Ag^{+}(aq)\ +BrO3^{-}(aq)\ ,}}}　{\displaystyle K_{\rm {sp}}=5\times 10^{-5}}
純粋な結晶は光に対し安定であるが、少量の有機物が存在すると還元されて黒色を帯びる。また加熱により分解して酸素を放出し、臭化銀(I)となる。
{\displaystyle {\ce {2 AgBrO3 -> 2AgBr\ + 3O2}}}